# Jak–200
A Jak–200 a szovjet Jakovlev tervezőiroda kétmotoros gyakorló bombázó repülőgépe, melyet az 1950-es évek elején fejlesztettek ki a bombázó repülőgépek pilótáinak és navigátorainak kiképzésére. A speciálisan navigátor-kiképzéshez szánt változatának Jak–210 a típusjelzése. Mindkét változatból egy-egy prototípust építettek. Sorozatgyártásra nem került sor, a fejlesztési programot 1956-ban törölték.

## Története
A Szovjetunióban az 1940-es évek végére fejlesztették ki, majd állították szolgálatba az első sugárhajtású könnyűbombázó repülőgépeket. Az 1950-ben rendszeresített Il–28-nak a kiképző-gyakorló változatát, az Il–28U-t elkezdték ugyan kifejleszteni, azonban igényként merült fel egy olcsón üzemeltethető, egyszerű felépítésű és könnyen kezelhető dugattyús motoros kiképző bombázó repülőgépre, mely átmenetet képez az alapkiképzésre használt Jak–18 és az Il–28 között. (Hasonlóan ahhoz, ahogyan az 1950-es évek elején a vadászrepülők kiképzésénél a Jak–18 mellett a Jak–11-et használták vadászkiképző repülőgépként.)
A Szovjetunió Minisztertanácsa 1952 áprilisi határozatában bízta meg a Jakovlev-tervezőirodát (OKB–115) kiképző bombázó repülőgép kifejlesztésével. A tervezőirodának meghatározott harcászati-műszaki paraméterek alapján a háromszemélyes, 300 kg bombaterhelésű gépnek 2200 m magasságon el kell érnie a 400 km/h sebességet, szolgálati csúcsmagassága 6000 m,  hatótávolságának legalább 1150 km-nek kell lennie. A követelmények szerint a gép előkészített talajú repülőtérről 400 m felszállási úthosszal rendelkezhet, leszállósebessége 120–130 km/h. A gép típusjelzése kezdetben Jak–26 volt, de ezt rövidesen megváltoztatták. Két változat fejlesztése folyt párhuzamosan. A Jak–200-as változat a bombázók pilótáinak kiképzésére szánt repülőgép volt, melyben a növendék és az oktató számára alakítottak ki helyet a pilótakabinban, az üvegezett orr-részbe nem építettek be sem ülést, sem bombacélzó és egyéb navigációs berendezéseket.
A Jak–210-es változat a légi bombázó navigátorok és lövészek kiképzésére szolgáló változat volt, melyet a csapatoknál a pilóták kiképzésére is lehetett használni. Ennek a változatnak a személyzete alapesetben három fő volt. Az oktató-pilóta a pilótakabinban, a navigátor-növendék és annak oktatója a törzs orr-részében foglalt helyet. Lehetőség volt negyedik személy elhelyezésére is, pilótakiképzés és gyakorlás esetén egy pilóta növendék foglalhatott helyet a pilótafülkében.
Kialakítását és konstrukcióját tekintve a két gép egyforma volt, csak az orr rész kialakításában különbözött. A gép berendezései és műszerei, valamint a személyzet elhelyezése az Il–28-at követte. Tervezésénél a Jak–16 utasszállító repülőgépet vették alapul, felhasználták annak motorjait, vezérsíkjait és szárnyát. 
A Jak–200-zal 1953. április 10-én hajtották végre az első felszállást, majd július 29. és szeptember 10. között végrehajtották az állami berepüléseket. A berepülési program során több hiányosságra derült fény. A gép rossz repülőtulajdonságokkal rendelkezett, nehezen vezethető volt és nem volt megfelelő a hosszstabilitása. Problémák jelentkeztek a pilótafülke és a légcsavarok jégtelenítésénél is. A hosszstabilitás javítására 35 cm-rel megnövelték a törzshosszt, és a törzs felső részén, a függőleges vezérsíkhoz egy, a törzsön előrenyúló kiegészítő nyúlványt építettek. Átalakították a szárnyakat is. A szárnyakat 10 cm-rel megemelték, a V-állás szögét pedig csökkentették. A változtatások eredményeként a gép súlypontja előrébb került, javult a kormányozhatóság, ugyanakkor a változtatások miatt a gép üres tömege 120 kg-mal nagyobb lett. Növelték az üzemanyagtartály méretét is, így a felszálló tömeg összességében 195 kg-mal nőtt. Emiatt kismértékben csökkent a legnagyobb sebessége és az emelkedőképessége. A módosított géppel 1954 januárjától folytatták a repülési próbákat.
A Jak–210 prototípus 1953. augusztus 1-jén repült először. Ennél a gépnél már alkalmazták a Jak–200-on időközben elvégzett konstrukciós változtatások egy részét, így már előrenyúló vezérsíkkal készült. A gép hat darab 50 kg-os gyakorló bombát is szállíthatott.
A berepülés során jelentkező problémák miatt az átalakítások időt vettek igénybe. Emiatt a légierő úgy döntött, hogy nem tart igényt a gépre, helyette a már rendelkezésre álló, a csapatoknál 1953-ban megjelent  Il–28U-t használják bombázó-kiképzésre, annak ellenére, hogy az üzemeltetése jóval költségesebb volt a Jak–200-énál.

## Műszaki jellemzői
A Jak–200 és Jak–210 teljesen fémépítésű, középszárnyas, kétmotoros repülőgép. 
Az egyfőtartós szárny három részes. Középen, a két motor között helyezkedik el a téglalap alaprajzú szárnyközép (centroplán), a szárny külső része trapéz alaprajzú. Futóműve tricikli elrendezésű, orrfutós. A gép sárkányszerkezete duralból készült félhéjszerkezet. A kormányfelületek azonban vászonborításúak, a fékszárny a centroplánon azonban fémborítású. A két darab, héthengeres, egykoszorús, 520 kW teljesítményű Svecov AS–21 csillagmotorokat a szárnyakhoz alulról csatlakozó hajtóműgondolába építették. A motorok változtatható állásszögű, kéttollú VIS–11V–20A fém légcsavart hajtottak. A hajtóműgondolába előre húzták be a fűfutókat, míg az orrfutó hátrafelé húzódott be. A futóművek pneumatikus működtetésűek.
A Jak–200 és a Jak–210 között a legjelentősebb különbség a berendezésekben volt. A Jak–210-nél a törzs orr részében a navigátor-bombairányzó növendék és oktatója számára alakítottak ki munkahelyet a szükséges navigációs és célzóberendezésekkel együtt. A Jak–210-re a törzs alsó részébe beépítették az Il–28-on is alkalmazott PSZBN–M bombacélzást segítő radarberendezést, melyet egy ovális, majd később csepp formájú áramvonalas burkolat alatt helyeztek el. Emellett felszerelték egy OPB–6SZR típusú optikai bombacélzó berendezéssel is, valamint egy AFA–BA–40 fényképezőgéppel, mely 15 fokkal hátrafele nézett, hogy a bombázás eredményét le tudja fényképezni. A Jak–210 változatban szerelt berendezések miatt a Jak–200-nál 632 kg-mal nagyobb lett az üres tömeg. A többlet tömege miatt csökkentették az üzemanyag mennyiséget, de a felszálló tömeg így is elérte az 5422 kg-ot. A Jak–210 szárnyára hat darab, egyenként 50 kg-os légibomba rögzítésére szolgáló bombazárat szereltek, mellyel a bombavetést lehetett gyakorolni. 
Mindkét változatot RSZIU–3 és RSZB–5 rádió adó-vevővel, ARK–5 rádióiránytűvel, kis magasságban használható RV–2 és nagy magasságban alkalmazható RV–10 rádió-magasságmérővel, továbbá saját-ellenség felismerő-berendezéssel látták el.

## Műszaki adatok (Jak–200)

### Geometriai méretek és tömegadatok
- Fesztávolság: 17,46 m
- Hossz: 12,95 m
- Szárnyfelület: 36,00 m²
- Üres tömeg: 3990 kg
- Maximális felszálló tömeg: 4795 kg
- Üzemanyag: 555 kg
- Bombaterhelés: 300 kg

### Motorok
- Motorok száma: 2 darab
- Típusa: Svecov AS–21 héthengeres csillagmotor
- Maximális teljesítmény: 520 kW (700 LE)

### Repülési adatok
- Legnagyobb sebesség
  - 360 km/h (földközelben)
  - 395 km/h (2200 m-en)
- Utazósebesség: 360 km/h
- Leszálló sebesség: 130 km
- Hatótávolság: 1340 km
- Szolgálati csúcsmagasság: 7500 m
- Felszállási úthossz:
  - 390–415 m (betonozatlan talajról)
  - 385 m (betonozott kifutópályáról)
- Kigurulási úthossz: 445 m